# Długie Nowe
Długie Nowe (prononciation : [ˈdwuɡʲɛ ˈnɔvɛ]) est un village polonais de la gmina de Święciechowa dans le powiat de Leszno de la voïvodie de Grande-Pologne dans le centre-ouest de la Pologne.
Il se situe à environ 7 kilomètres au sud-ouest de Święciechowa (siège de la gmina), à 11 kilomètres à l'ouest de Leszno (siège du powiat) et à 74 kilomètres au sud-ouest de Poznań (capitale régionale).

## Histoire
De 1975 à 1998, le village faisait partie du territoire de la voïvodie de Leszno.

Depuis 1999, Długie Nowe est situé dans la voïvodie de Grande-Pologne.